# Connla Cáem
Connla Cáem  (c'est-à-dire le Beau), également connu sous le nom de Connla Cruaidchelgach (c'est-à-dire Lame sanglante), fils de Irereo, est selon les légendes médiévales et la tradition pseudo-historique irlandaise un Ard ri Erenn.

## Règne
Connla Cáem accède au pouvoir après avoir tué, Fer Corb, son prédécesseur qui était aussi le meurtrier de son père.Il règne 4 ans (F.F.E) ou 20 ans (A.F.M) jusqu'à sa mort à Tara, et son fils Ailill Caisfiaclach lui succède.
Le Lebor Gabála Érenn synchronise son règne avec celui de Ptolémée IV Philopator en Égypte Ptolémaïque (222-205 av. J.-C.) La chronologie de Geoffrey Keating Foras Feasa ar Éirinn date son règne de  319 à 315 av. J.-C. et les Annales des quatre maîtres de 463 à 443 av. J.-C..